# P'ihyŏn-gun
P'ihyŏn-gun (koreanska: 피현군) är en kommun i Nordkorea.   Den ligger i provinsen Norra P'yŏngan, i den västra delen av landet, 140 km nordväst om huvudstaden Pyongyang.